# Rheidae
Los réidos (Rheidae) son una familia de aves rheiformes que incluye dos especies actuales, propias de Sudamérica, incluidas en el género Rhea, aunque algunas clasificaciones admiten un segundo género, Pterocnemia. Se conocen vulgarmente como ñandúes.
La familia Rheidae forma el orden Rheiformes, aunque se ha propuesto que integre en el orden Struthioniformes, propio de los avestruces, incorporando a este también a los casuarios, emúes y kiwis, pero su relación con dicho orden sigue siendo controversial.

## Subdivisión
Los réidos incluyen varios géneros:
- Rhea Brisson, 1760 - ñandú
- †Heterorhea Rovereto, 1914
- †Hinasuri Tambussi, 1995
- †Opisthodactylus Ameghino, 1891